# Чайтен (вулкан)
Чайтен (ісп. Chaitén) — діючий вулкан в чилійському регіоні Лос-Лаґос. Кальдера вулкана має діаметр 3 км і частково заповнена обсидіановим лавовим куполом, вона розташована на захід від вкритого снігом вулкана Мічінмауїда і за 10 км на північний схід від містечка Чайтен. Лавовий купол досягає висоти 962 м, більша частина купола не має рослинності. Прозоро-сірий обсидіан купола широко використовувався доколумбовими культурами як сировина для ремісництва.
Після перерви щонайменш на 450 років, виверження вулкана відбулося 2 травня 2008 року, та змусило уряд евакувати значну частину населення міста Чайтен.